# 청자 철채퇴화삼엽문 매병
청자 철채퇴화삼엽문 매병(靑磁 鐵彩堆花蔘葉文 梅甁)은 철채를 칠하고 퇴화 기법으로 삼 잎 무늬를 새겨 넣은, 고려청자 매병이다. 1963년 1월 21일 대한민국의 보물 제340호로 지정되었다.

## 형태
입 부분이 각 지고, 짧은 목에 어깨에서 급히 벌어졌다 좁아져 세워진 모습이다. 태토 위에 철채를 칠한 후 삼엽문을 새기고 백토를 감입한 후 청자유를 씌워 구운 것으로, 짙은 철채와 백상감의 색이 강하게 대비되는 특별한 작품이다.
철채가 칠해진 얇은 곳은 다갈색, 녹황색, 철정색으로 변화를 보여주고 있으며, 대체로 검푸르게 색깔을 발하고 있다.

## 특징
이러한 철채청자는 그 예가 매우 드물며, 강진 사당리요, 해남 진산리요 등에서 청자와 함께 제작한 것으로, 12세기 후반 새로운 기법의 개성있는 청자의 제작 요구에 따라 일부 제작되었던 것으로 추정된다.

## 같이 보기
- 고려청자

## 주해
1. ↑  철이 함유된 안료를 칠하는 기법이다.
2. ↑  퇴화(堆花) 기법은 도자기의 몸에 물감을 두껍게 발라 무늬를 만드는 기법이다.
3. ↑  삼(蔘)은 인삼(人蔘)과 산삼(山蔘)을 통틀어 이르는 말이다.
4. ↑  매병이란 병의 아가리가 좁고 몸의 어깨는 넓으며 아래로 갈수록 홀쭉해지는 병을 말한다.

## 참고 문헌
- 청자 철채퇴화삼엽문 매병 - 국가유산청 국가유산포털
- 본 문서에는 서울특별시에서 지식공유 프로젝트를 통해 퍼블릭 도메인으로 공개한 저작물을 기초로 작성된 내용이 포함되어 있습니다.